# VdB 54
vdB 54 è una nebulosa a riflessione visibile nella costellazione di Orione.
Si individua con difficoltà, circa due gradi a sudest della Nebulosa di Orione; si tratta di un piccolo involucro gassoso che nasconde completamente una stella giovane, catalogata come BD-06 1287, situata probabilmente all'interno della gigantesca nube LDN 1641, nella sua parte più orientale. Per la stella non è stata determinata né la classe spettrale, né la parallasse. La nebulosa LDN 1641 fa parte della nube molecolare gigante di Orion A, la stessa che comprende anche la Nebulosa di Orione e molte altre nubi del Complesso nebuloso molecolare di Orione, uno dei siti di formazione stellare meglio osservabili del cielo.